# Aethelwald
Aethelwald del Wessex (Regno del Wessex, ... – Regno del Wessex, 13 dicembre 902) è stato un condottiero inglese della casa reale del Wessex.
Era il minore dei figli del re Ethelred.
Cugino di Edoardo il Vecchio, lo contrastò per parecchi anni in quanto riteneva di avere maggior diritto rispetto a lui di sedere sul trono del Wessex. Infatti alla morte del re Etelredo, Aethelwald era troppo giovane, e il witan decise di affidare il trono ad Alfredo, fratello minore di Etelredo. Pur non essendoci una precisa legge di successione che stabiliva che il figlio dovesse succedere al padre, Aethelwald riteneva Alfredo e suo figlio maggiore Edoardo usurpatori.
Quando Edoardo nell'899 divenne sovrano, Aethelwald si sollevò in aperta ribellione con un certo numero di armati, ma ritenne quasi subito prudente abbandonare il Wessex e rifugiarsi nel Danelaw, dove i Danesi lo accolsero in Northumbria.
Secondo la Cronaca anglosassone, tentò di invadere il Wessex con un esercito in parte composto dai suoi alleati Danesi. Durante tale campagna si scontrò con l'esercito di Edoardo, in una battaglia in cui risultò vincitore, ma rimanendo peraltro ucciso insieme al re dei Danesi e a numerosi esponenti di spicco di entrambe le parti.
Il suo giovane fratello Aethelhelm ritenne più prudente non mettere in discussione il diritto di Edoardo al trono, e rimase nel Wessex come Ealdorman (aldermanno) del Wiltshire.